# Historias (álbum)
Historias es el título del quinto álbum de estudio grabado por el cantautor guatemalteco Ricardo Arjona, Fue lanzado al mercado bajo los sellos discográficos Sony Latin y Columbia Records el 19 de abril de 1994.
Después del éxito obtenido con el álbum Animal nocturno del año 1993, Historias también se convirtió en un álbum satisfactorio para Arjona, gracias a la popularidad de canciones como "Historia de taxi", "Señora de las cuatro décadas", "Te conozco", "Realmente no estoy tan solo",  "Ayúdame Freud" y "Amor de Tele". Aprovechando el auge del recién creado canal MTV Latino, fueron grabados 4 videoclips para las canciones "Te conozco", "Historia de taxi", "Señora de las cuatro décadas" y "Realmente no estoy tan solo".

## Gira
Gira Historias

## Lista de canciones
Todas las canciones escritas y compuestas por Ricardo Arjona. 
| Historias |                                |                |          |  |
| N.º       | Título                         | Escritor(es)   | Duración |  |
| 1.        | «Si yo fuera»                  | Ricardo Arjona | 4:29     |  |
| 2.        | «Señora de las cuatro décadas» | Ricardo Arjona | 5:06     |  |
| 3.        | «Casa de locos»                | Ricardo Arjona | 3:01     |  |
| 4.        | «Historia de taxi»             | Ricardo Arjona | 6:45     |  |
| 5.        | «La noche trae sorpresas»      | Ricardo Arjona | 4:11     |  |
| 6.        | «Amor de tele»                 | Ricardo Arjona | 3:20     |  |
| 7.        | «Te conozco»                   | Ricardo Arjona | 4:11     |  |
| 8.        | «Historia del portero»         | Ricardo Arjona | 5:12     |  |
| 9.        | «Realmente no estoy tan solo»  | Ricardo Arjona | 3:53     |  |
| 10.       | «Del otro lado del sol»        | Ricardo Arjona | 4:45     |  |
| 11.       | «Me están jodiendo la vida»    | Ricardo Arjona | 4:30     |  |
| 12.       | «Ayúdame Freud»                | Ricardo Arjona | 6:43     |  |
| 13.       | «Libre»                        | Ricardo Arjona | 3:31     |  |
| 14.       | «Chicos de plástico»           | Ricardo Arjona | 4:18     |  |
| 63:06     |                                |                |          |  |

## Vídeoclips
- Te conozco[4]
- "Historia de taxi".[5]
- Señora de las cuatro décadas
- Realmente no estoy tan solo

## Créditos y Personal
Susana Ager	Violín
George Anderson	bajo sexto, bajo
mitta angell	Viola
roberto arballo	Arreglista, Director, Guitarra (acústica), Guitarra (eléctrica), Productor
ricardo arjona	Arreglista, compositor, voz principal, intérprete, artista principal, productor
melvin baer	Violín
pete cervecero	Saxo (barítono)
Cheryl Cleavenger	Coros, Voz (Fondo)
normando davidson	Violín
tom demer	viola, violín
mike gage	Batería, Tambores
mike gallagher	Guitarra (Eléctrica)
kay gardner	Viola
Gene Glover	Percusión
bud guin	Guitarra (Acústica)
Eugene Gwozdz	Piano
steve haas	Coros, Voz (Fondo)
Bárbara Hustis	Viola
ron jones	Sax (Soprano), Sax (Tenor)
Andrzej Kapica	Violín
tim kimsey	Ingeniero
diane kitzman	Violín
debi lee	Coros, Voz (Fondo)
Randy Lee	Clarinete
juan marshall	Órgano (Hammond)
david matthews	Oboe
Mimi McShane	Violonchelo
Juan Meyers	Violonchelo
Isabel Meza	Coros, Voz (Fondo)
Delmar Pettys	Violín
Kim Platco	Banjo
María Reynolds	Violín
will roberts	Fagot
elena rosa	Viola
jay saunders	Trompeta
mandril schmidt	Trompeta
Carlos Somonte	Fotografía
Gloria Stroud	Violín
eric tagg	Coros, Voz (Fondo)
Miguel Ángel "Malín" Villagran	Arreglista, Compositor, Guitarra (Acústica)
Juan Wasson	Trombón
Esterlina winfield	Ingeniero Asistente
peggy zimmers	Violín

## Listas de éxitos
| Listas (1994)                             | Posición |
| ----------------------------------------- | -------- |
| Chile (APF)                               | 1        |
| Estados Unidos Billboard Top Latin Albums | 43       |